# Ján Kollár
Ján Kollár (ur. 29 lipca 1793 w Mošovcach, zm. 24 stycznia 1852 w Wiedniu) – słowacki duchowny, luterański poeta, publicysta, archeolog, językoznawca. Ideolog panslawizmu i słowackiego odrodzenia narodowego.
Pochodził z rodziny rolniczo-rzemieślniczej. Uczył się w szkole w Mošovcach, następnie w gimnazjach w Kremnicy (1806–1808) i w Bańskiej Bystrzycy (1810–1811), zaś w latach 1812–1815 w liceum ewangelickim w Bratysławie. Później pracował czasowo jako pedagog w rodzinie Ľ. Kolbenhayera w Bańskiej Bystrzycy, gdzie w 1816 r. zdał egzamin kandydacki u kuratora A. Lovicha, co było warunkiem uzyskania stypendium na studia w Niemczech. W latach 1817–1819 studiował teologię ewangelicką na uniwersytecie w Jenie. Tu, w wyniku kontaktów z wieloma wybitnymi profesorami oraz młodzieżą ze wszystkich krain niemieckojęzycznych skrystalizowała się jego myśl teologiczno-filozoficzna, oparta na europejskiej filozofii oświecenia i niemieckiej teologii protestanckiej.
Po ukończeniu studiów rozpoczął trzydziestoletni okres pracy w Peszcie, gdzie był pastorem ewangelickim (1819–1848). Duży kościół ewangelicki na dzisiejszym placu Deáka (węg. Deák Ferenc tér), w którym pracował, stał się ważnym ośrodkiem życia narodowego Słowaków z Budy i Pesztu. Tutaj m.in. dokonał obrzędu konfirmacji Sándora Petőfiego i Lajosa Kossutha. W 1835 roku ożenił się z Frideriką Schmidt, córką pastora ewangelickiego, którą poznał już w 1817 roku.
W czasie rewolucyjnych wydarzeń Wiosny Ludów 1848/1849 i po nich Kollár pracował w Wiedniu w służbach dworu cesarskiego jako „Powiernik rządu do spraw słowackich”. Wówczas złożył do władz propozycję powołania na tzw. Górnych Węgrzech samorządu słowackiego i utworzenia szkół słowackich z językiem wykładowym czeskim. Kollár uważał, że wśród języków słowiańskich istotne są tylko 4 języki literackie: polski, rosyjski, czeski (czechosłowacki) i serbsko-chorwacki. Według niego tylko one miały naszkicowaną swoją dalszą przyszłość, narody posługujące się tymi językami miały zapewniony dalszy byt, pozostałe zaś musiały się w nich rozpłynąć. Obstając przy języku czeskim jako wspólnym dla Czechów i Słowaków wszedł w spór z Ľudovítem Štúrem, który był zwolennikiem skodyfikowania osobnego języka słowackiego.
W 1849 r. został mianowany (co było uznane jako „nagroda” dla Słowaków za ich udział w rewolucji po stronie Wiednia a przeciwko Węgrom) profesorem nadzwyczajnym archeologii słowiańskiej na Uniwersytecie Wiedeńskim. Wówczas skupił się już tylko na badaniach archeologicznych.
Twórczość poetycką i publicystyczną rozwijał głównie w latach 20. i 30. Jego najwybitniejszym dziełem poetyckim był wydany w 1824 r. poemat Córa sławy (cz. Slávy dcera) obejmujący początkowo 150 sonetów w 3 śpiewach, o wyraźnych akcentach patriotycznych i panslawistycznych. Jego rozszerzone wydanie z 1832 r. liczył już 5 śpiewów, obejmujących aż 615 sonetów.